# Maysie Hoy
Pour les articles homonymes, voir Hoy.
Maysie Hoy est une monteuse et actrice américaine, née le 21 août 1949 .

## Filmographie

### Comme monteuse
- 1992 : The Player
- 1992 : Boris and Natasha
- 1993 : Le Club de la chance (The Joy Luck Club)
- 1993 : Bank Robber
- 1994 : There Goes My Baby de Floyd Mutrux
- 1995 : Smoke
- 1995 : Mrs. Munck
- 1995 : Brooklyn Boogie (Blue in the Face)
- 1996 : Freeway
- 1997 : Petit béguin (Love Jones)
- 1998 : Au-delà de nos rêves (What Dreams May Come)
- 1999 : Life Tastes Good
- 1999 : La Tête dans le carton à chapeaux (Crazy in Alabama)
- 2000 : Freedom Song (en) (TV)
- 2001 : The Warden (TV)
- 2001 : Christmas in the Clouds
- 2003 : Bomba Latina (Chasing Papi)
- 2005 : Smile
- 2005 : Keep Your Distance
- 2006 : La Prophétie des Andes (The Celestine Prophecy) d'Armand Mastroianni
- 2024 : Messagères de guerre (The Six Triple Eight) de Tyler Perry

### Comme actrice
- 1971 : John McCabe (McCabe & Mrs. Miller) de Robert Altman : Maisie
- 1977 : Trois femmes (3 Women) : Doris
- 1978 : Tu ne m'oublieras pas (Remember My Name) : Newscaster
- 1978 : Un mariage (A Wedding) de Robert Altman : Casey
- 1983 : Le Souffle de la guerre ("The Winds of War") (feuilleton TV) : Assa May